# Hand in Hand (Kurzfilm, 2019)
Hand in Hand ist ein Kurzfilm von Ennio Ruschetti, der im Juli 2019 beim Neuchâtel International Fantastic Film Festival seine Premiere feierte.

## Handlung
Zwei Politiker haben gerade einen Vertrag unterschrieben, und daher ist die Presse anwesend. Sie reichen sich die Hände, und es scheint, als wolle der eine die Hand des anderen nicht mehr loslassen. Doch plötzlich verschmelzen die beiden mit einem Wirrwar aus Händen, die aus ihren Körpern ragen. Das Etwas, in das sie sich verwandelt haben, beginnt mit seinen Händen die Menschen im Publikum zu sich und in sich hinein zu ziehen. Einer der Anwesenden fasst sich ein Herz und tötet das Wesen mit einem abgebrochenen Besenstiel. Als dem Helden zu Ehren feierlich eine Statue enthüllt wird, reicht jemand ihm die Hand, die er ebenso mutig ergreift.

## Produktion
Der Film entstand an der Zürcher Hochschule der Künste. Regie führte Ennio Ruschetti, der auch das Drehbuch schrieb. Als Kameramann fungierte Raphael Kistler.  Die visuellen Effekte verantwortete Robin Disch.
Eine erste Vorstellung des Films erfolgte am 8. Juli 2019 beim Neuchâtel International Fantastic Film Festival. Nach der Absage des South by Southwest Film Festivals, wo der Film im März 2020 gezeigt werden sollte, stellten der Independentfilmverleih Oscilloscope Laboratories und das Technikunternehmen Mailchimp den Film 30 Tage lang kostenlos auf einer gemeinsamen Onlineplattform zur Verfügung. Im September 2020 soll der Film beim Atlanta Film Festival vorgestellt werden.

## Auszeichnungen
South by Southwest Film Festival 2020
- Nominierung für den Grand Jury Award in der Sektion Midnight Short (Ennio Ruschetti)